# Sireethorn Leearamwat
Sireethorn Leearamwat (en tailandés: สิรีธร ลีห์อร่ามวัฒน์; rtgs: Sirithon Li-aramwat; nacida el 4 de diciembre de 1993 en Bangkok) es una farmacéutica y reina de belleza tailandesa. Fue coronada como Miss Internacional 2019. Es la primera mujer de Tailandia en ganar Miss Internacional. Antes de ganar Miss Internacional, Leearamwat fue coronada como Miss Tailandia 2019. También es la primera titular en tener el reinado más largo en la historia de Miss Internacional, ya que la siguiente edición fue cancelada dos veces.

## Primeros años
Leearamwat nació el 4 de diciembre de 1993 en Bangkok. Asistió a la Universidad Mahidol, donde se graduó con una licenciatura en farmacia. Después de graduarse, comenzó a trabajar como farmacéutica en Bangkok.

## Carrera en concursos de belleza
Leearamwat comenzó su carrera en los concursos de belleza en 2019, en la competencia Miss Tailandia 2019. Después de recibir el derecho de representar a Bangkok, finalmente fue seleccionada como una de las representantes de Tailandia Central para participar en la competencia principal. En Miss Tailandia 2019, Leearamwat avanzó inicialmente al Top 20, luego al Top 8 y finalmente fue coronada como Miss Tailandia 2019. Como Miss Tailandia 2019, Leearamwat recibió el derecho de representar a Tailandia en Miss Internacional 2019.
Leearamwat llegó a Tokio para competir en Miss Internacional 2019 en octubre de 2019. La noche de la final se llevó a cabo finalmente el 12 de noviembre de 2019. Leearamwat avanzó del grupo inicial de 83 candidatas al Top 15, luego alcanzó el Top 8 y finalmente fue coronada como ganadora por la titular saliente Mariem Velazco de Venezuela. Con su victoria, Leearamwat se convirtió en la primera mujer tailandesa en ser coronada como Miss Internacional, y la primera desde que Bui Simon fue coronada como Miss Universo 1988 en ganar uno de los cuatro concursos de belleza más importantes del mundo.
En su calidad de Miss Internacional, Leearamwat ha viajado dos veces a Indonesia, varias ciudades dentro de Japón y su país de origen, Tailandia.